# Naval General Service Medal (1847)
La Naval General Service Medal (NGSM) era una medaglia di campagna militare coniata per ricompensare quanti avessero partecipato ad azioni navali tra il 1790 ed il 1840, durante le guerre rivoluzionarie francesi e quelle napoleoniche in special modo.

## Storia
La medaglia venne creata nel 1847 per ricompensare tutti quei marinai e ufficiali di marina (oltre ad un cospicuo numero di soldati del British Army in servizio sulle navi da guerra) che avessero prestato servizio in qualche azione navale tra il 1790 ed il 1840. Data la rilevanza della concessione, nel comitato di autorizzazione della medaglia venne incluso anche l'ammiraglio Thomas Bladen Capel in rappresentanza degli eroi delle guerre napoleoniche. Il periodo per la concessione infatti includeva pietre miliari fondamentali nella storia della marina inglese come le guerre rivoluzionarie francesi, le guerre napoleoniche e la guerra anglo-americana del 1812. Tutte le medaglie vennero concesse con delle barrette sul nastro. Le barrette coprivano una gran varietà di azioni, al servizio a bordo sino alle maggiori azioni belliche come la partecipazione alla Battaglia di Trafalgar.
Sir John Hindmarsh e l'ammiraglio della flotta sir James Alexander Gordon ottennero ciascuno sette barrette sulle loro medaglie, gli unici due ad ottenerne un così alto numero. Quattro altri uomini ne ottennero sei e quattordici puntarono alle cinque.
Un punto focale era che la medaglia veniva concessa unicamente ai sopravvissuti veterani, il che ad ogni modo restringeva di molto il campo delle concessioni ancor più per il fatto che la poca pubblicizzazione dell'onorificenza da parte del governo fece sì che molti che ne avevano diritto non ottenessero il riconoscimento.
L'ultima medaglia venne concessa il 1º maggio 1851.
Questa medaglia è la controparte di marina della Military General Service Medal.

## Descrizione
La medaglia è costituita da un disco d'argento sul quale è raffigurata sul diritto l'effigie della regina Vittoria d'Inghilterra rivolto verso sinistra e corredato dal titolo VICTORIA REGINA in latino. Sul retro la medaglia presenta della Britannia armata di scudo e con in mano un tridente seduta su un cavallo marino.
Il nastro è bianco con una striscia blu per parte.